# Resolutie 773 Veiligheidsraad Verenigde Naties
Resolutie 773 van de Veiligheidsraad van de Verenigde Naties werd op 26 augustus 1992 aangenomen. Alle veertien leden van de raad stemden voor; enkel Ecuador onthield zich.

## Achtergrond
Op 2 augustus 1990 viel Irak zijn zuiderbuur Koeweit binnen en bezette dat land. De Veiligheidsraad veroordeelde de inval nog diezelfde dag middels resolutie 660 en later kregen de lidstaten carte blanche om Koeweit te bevrijden. Eind februari 1991 was die strijd beslecht en legde Irak zich neer bij alle aangenomen VN-resoluties.
Er werd een commissie opgericht die de exacte grens tussen Irak en Koeweit moest afbakenen. Deze commissie zou haar werkzaamheden in november 1992 afronden.

## Inhoud
De Veiligheidsraad:
- bevestigt resolutie 687 (1991) en in het bijzonder de paragrafen °2, °3 en °4 van resolutie 689 (1991);
- herinnert het rapport van de secretaris-generaal over de oprichting van de VN Irak-Koeweit Grensafbakeningscommissie (de commissie);
- overwoog de brief van de secretaris-generaal met het verdere rapport van de Commissie;
- herinnert eraan dat de afbakening geen grondgebied zal herverdelen tussen Koeweit en Irak, maar de exacte grens zal afbakenen die op 4 oktober 1963 tussen beide landen werd afgesproken;

1. verwelkomt de brief van de secretaris-generaal en het rapport van de commissie;
2. waardeert het werk van de commissie;
3. verwelkomt ook de beslissing van de commissie om over de oostgrens te beraden en vraagt om die grens zo snel mogelijk af te bakenen;
4. benadrukt zijn garantie dat de grens onschendbaar is;
5. verwelkomt verder de intentie van de secretaris-generaal om de gedemilitariseerde zone te verleggen om overeen te komen met de afgebakende grens;
6. dringt er bij beide landen op aan samen te werken met de Commissie;
7. besluit om op de hoogte te blijven.

## Verwante resoluties
- Resolutie 712 Veiligheidsraad Verenigde Naties (1991)
- Resolutie 715 Veiligheidsraad Verenigde Naties (1991)
- Resolutie 778 Veiligheidsraad Verenigde Naties
- Resolutie 806 Veiligheidsraad Verenigde Naties (1993)

Lijst ·  726 ·  727 ·  728 ·  729 ·  730 ·  731 ·  732 ·  733 ·  734 ·  735 ·  736 ·  737 ·  738 ·  739 ·  740 ·  741 ·  742 ·  743 ·  744 ·  745 ·  746 ·  747 ·  748 ·  749 ·  750 ·  751 ·  752 ·  753 ·  754 ·  755 ·  756 ·  757 ·  758 ·  759 ·  760 ·  761 ·  762 ·  763 ·  764 ·  765 ·  766 ·  767 ·  768 ·  769 ·  770 ·  771 ·  772 ·  773 ·  774 ·  775 ·  776 ·  777 ·  778 ·  779 ·  780 ·  781 ·  782 ·  783 ·  784 ·  785 ·  786 ·  787 ·  788 ·  789 ·  790 ·  791 ·  792 ·  793 ·  794 ·  795 ·  796 ·  797 ·  798 ·  799